# Ernst Bogislaw von Croÿ

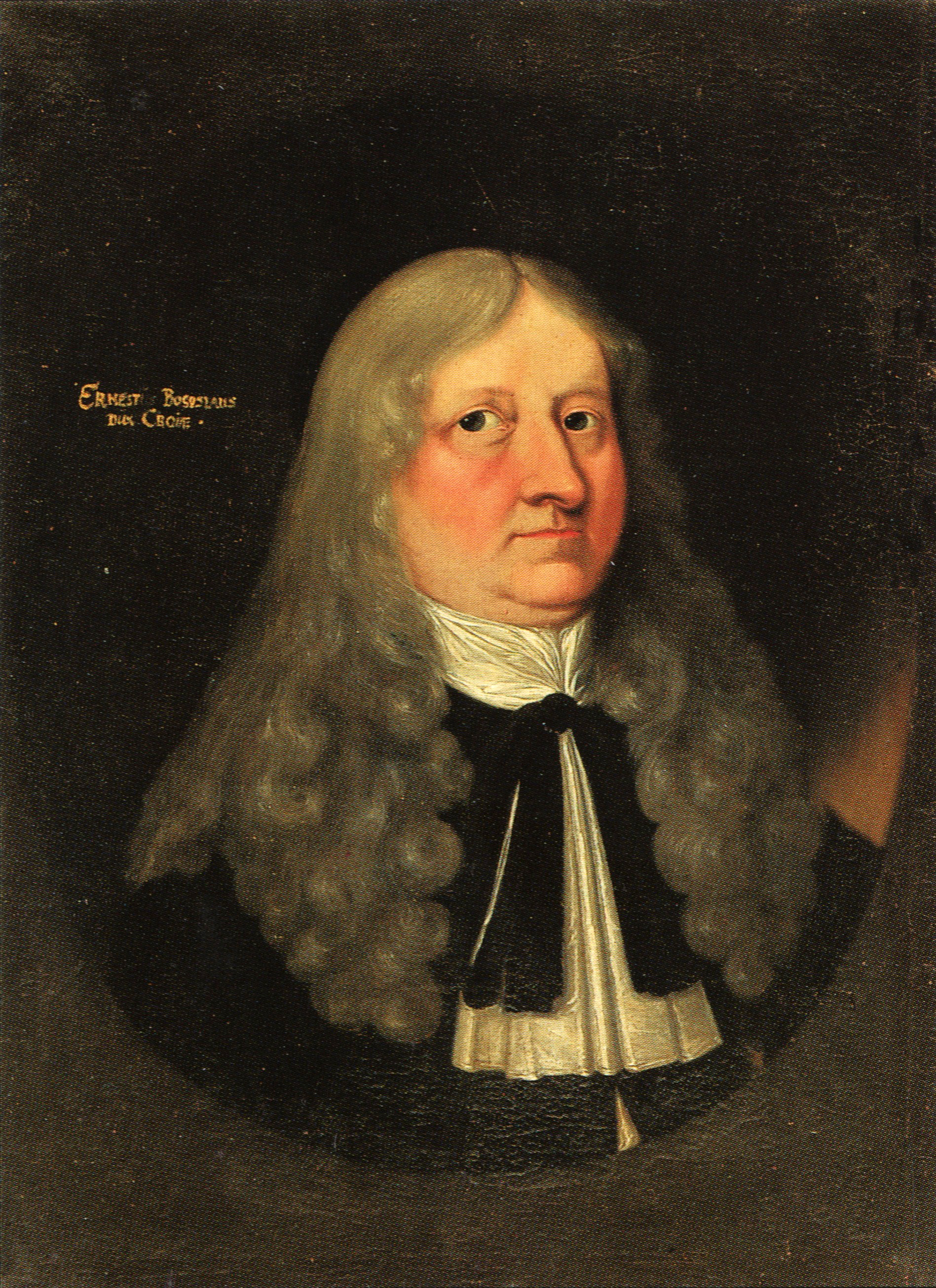
Ernst Bogislaw von Croÿ

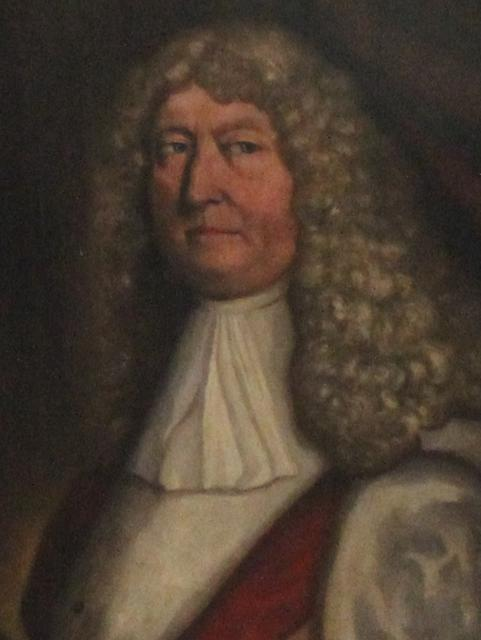
Ernst Bogislaw von Croÿ, Porträt an der von ihm gestifteten Orgel im Camminer Dom

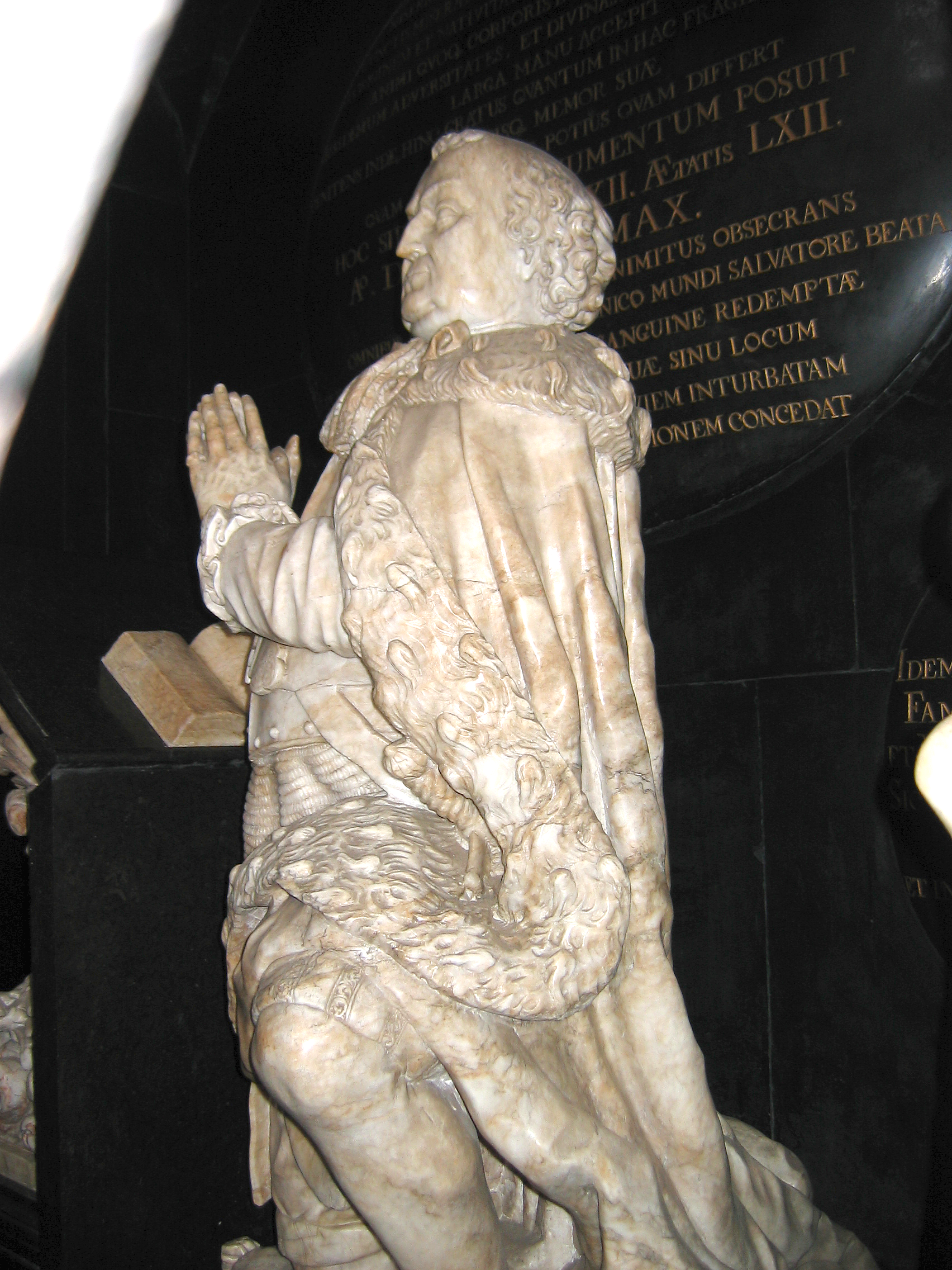
Grabdenkmal Ernst Bogislaws in der Schlosskirche in Stolp

Ernst Bogislaw von Croÿ (* 26. August 1620 in Finstingen; † 6. Februar 1684 in Königsberg) war evangelischer Bischof von Cammin, Statthalter von brandenburgisch Hinterpommern und Preußen. Er war als Neffe von Bogislaw XIV., dem letzten Herzog von Pommern, der Erbe des persönlichen Besitzes der 1637 im Mannesstamm erloschenen Dynastie der Greifen.

## Leben
Ernst Bogislaw von Croÿ war der Sohn des Herzogs von Croÿ und Aerschot, Ernst von Croÿ (1588–1620) und der Anna von Pommern (1590–1660), der Tochter des Herzogs Bogislaw XIII. von Pommern. Obwohl die Familie von Croÿ katholisch war, legten die Brüder seiner Mutter im Ehevertrag eine protestantische Erziehung für deren Nachkommen fest. Wenige Wochen nach seiner Geburt erkrankte und starb sein Vater, der in Diensten des Kaisers Ferdinand II. stand, am 7. Oktober 1620 im Feldlager vor Oppenheim. Da seine Mutter sich den Anfeindungen der Verwandtschaft ihres Mannes, die ihr auch das Leibgedinge streitig machten, entziehen wollte, kam sie mit ihrem Sohn 1622 an den pommerschen Hof in Stettin.
Ab 1634 studierte Ernst Bogislaw an der Universität Greifswald. Hier wurde er mit der Ernennung zum Rektor für 1634/1635 geehrt. Sein Onkel Bogislaw XIV. verlieh ihm die Herrschaften Naugard und Massow. Ab 1637 bis 1650 war Ernst Bogislaw evangelischer Bischof von Cammin. In dem Westfälischen Frieden wurde das Bistum Cammin Brandenburg zugesprochen. Mit einem 1650 geschlossenen Vergleich verzichtete Ernst Bogislaw auf seine Rechte am Bistum; als Gegenleistungen erhielt er eine hohe Geldzahlung und die Anwartschaft auf das pommersche Leibgedinge seiner Mutter. 1661 erhielt er, entsprechend einer in dem Vergleich von 1650 gemachten Zusicherung, die Dompropstei Kucklow. Er trat in brandenburgische Dienste und war von 1665 bis 1678 Statthalter von Hinterpommern und nach dem Tod von Bogusław Radziwiłł bis zu seinem eigenen Ableben 1684 Statthalter des Herzogtums Preußen.
In seinem kurz vor seinem Tode errichteten Testament vermachte er mit Einverständnis der schwedischen Regierung der Universität Greifswald neben Kapital und einigen Büchern den Siegelring Bogislaws XIV., die große goldene Kette des Herzogs Ernst Ludwig sowie den Croÿ-Teppich. Nach seinem Tode wurde Ernst Bogislaw in der Stolper  Schlosskirche neben seiner Mutter beigesetzt.
Ernst Bogislaw wird in der Geschichtswissenschaft als gelehrter und ehrenhafter, aber vorsichtiger und tatenscheuer Mann charakterisiert.

## Nachkommen
Ernst Bogislaw von Croÿ war nie verheiratet. Er hatte jedoch mit Dorothea Levin, einer Bürgerlichen, einen unehelichen Sohn namens Ernst. Dieser wurde durch den Kurfürsten Friedrich Wilhelm legitimiert und am 30. März 1670  unter dem Namen Ernst von Croyengreiff (auch Croyengreif oder Croyen-Greif) in den kurbrandenburgischen Adelsstand erhoben. Ernst von Croyengreiff besaß mehrere Güter bei Schmolsin in der Gegend von  Stolp in Hinterpommern. Nach einer eher beiläufigen  Besichtigung des Wallfahrtsorts Loreto während einer Italienreise 1678 zeigte er sich dermaßen tief beeindruckt, dass er anschließend in Rom spontan zum katholischen Glauben konvertierte. 1679 trat er  dort als  Novize  der Ordensgenossenschaft der  Minderen Regularkleriker (italienisch Chierici Regolari Minori, lateinisch Clerici regulares minores,  auch Marianen oder Caracciolanen genannt) bei, um sich zum katholischen Priester ausbilden zu lassen. (Entgegen anderslautenden älteren Literaturangaben trat er also nicht der Gesellschaft Jesu bei.) Er empfing schließlich die Priesterweihe. Wegen der Konversion wurde er 1681 von seinem Vater enterbt. Er starb als einziger Namensträger des für ihn begründeten Adelsgeschlechts ohne Nachkommen 1700 in Rom.